# Масловский сельский округ (Московская область)
Масловский сельский округ — упразднённая административно-территориальная единица, существовавшая на территории Зарайского района Московской области в 1994—2006 годах.
Ильицинский сельсовет был образован в первые годы советской власти. До 1929 года он входил в состав Зарайской волости Зарайского уезда Рязанской губернии.
В 1929 году Ильицинский с/с был отнесён к Зарайскому району Коломенского округа Московской области.
17 июля 1939 года к Ильицинскому с/с был присоединён Плуталовский сельсовет (селения Верхнее Плуталово, Нижнее Плуталово, Среднее Плуталово и усадьба совхоза Маслово).
12 апреля 1952 года из Мишинского с/с в Ильицинский было передано селение Клепальники
14 июня 1954 года к Ильицинскому с/с был присоединён Долговский с/с.
22 июня 1954 года из Беспятовского с/с в Ильицинский с/с были переданы селения Ерново, Кобзево и Столпово.
1 февраля 1963 года Зарайский район был упразднён и Ильицинский с/с вошёл в Коломенский сельский район. 11 января 1965 года Ильицинский с/с был передан в восстановленный Зарайский район.
20 декабря 1966 года к Ильицинскому с/с были присоединены селения Астрамьево, Клин-Бельдин, Староподастрамьево, Филипповичи и Чирьяково упразднённого Клин-Бельдинского с/с. Одновременно центр Ильицинского с/с был перенесён в посёлок центральной усадьбы совхоза «Маслово», а сам сельсовет переименован в Масловский сельсовет. Тогда же из Масловского с/с в Больше-Ескинский с/с были переданы селения Верхнее Плуталово, Ерново, Ильицино, Клепальники, Кобзево, Нижнее Плуталово и Столпово.
6 марта 1975 года в Масловском с/с было упразднено селение Горюшкино, а 30 мая 1978 года — селение Долгое.
3 февраля 1994 года Масловский с/с был преобразован в Масловский сельский округ.
27 января 2003 г. центр Масловского с/о посёлок центральной усадьбы совхоза «Маслово» был переименован в посёлок Масловский.
В ходе муниципальной реформы 2004—2005 годов Масловский сельский округ прекратил своё существование как муниципальная единица. При этом все его населённые пункты были переданы в сельское поселение Гололобовское.
29 ноября 2006 года Масловский сельский округ исключён из учётных данных административно-территориальных и территориальных единиц Московской области.